# K-18 Karelia
Pour les articles homonymes, voir K18.
Le K-18 Karelia (en russe : К-18 Карелия) est un sous-marin nucléaire lanceur d'engins de classe Delta IV selon la classification de l’OTAN / Projet 667BDRM de classe Delfin selon la classification soviétique, actuellement en service dans la Marine russe. Il est construit à Severodvinsk par le constructeur naval Sevmash et entre en service en 1989. Il est rénové et modernisé entre 2004 et 2009, date à laquelle il reprend du service,.

## Description
Le K-18 Karelia mesure 167,4 m de long, il est large de 11,7 m a un tirant d’eau de 8,8 m. Il déplace 18 200 t en plongée et a une profondeur maximale de plongée de 550 à 650 m. Son équipage comporte entre 135 et 140 hommes,,.
Le bâtiment est propulsé par deux réacteurs à eau pressurisée VM-4 de 180 MW entraînant deux hélices à sept pales à pas fixe. Il peut atteindre une vitesse maximale de 14 nœuds (26 km/h) en surface et 24 nœuds (44 km/h) en plongée,.
Le sous-marin est armé de 16 missiles nucléaires R-29RM Shtil (portée de 8 300 km) ou R-29RMU Sineva (en) (portée de 11 547 km), de missiles antinavires RPK-7 Veter et de quatre tubes lance-torpilles de 533 mm pouvant tirer jusqu'à 18 torpilles ou 24 mines,,.

## Construction et service
La quille du Karelia est posée au chantier naval Sevmash en février 1987 et lancé en 1988. Il est nommé en l'honneur de la République de Carélie. Il est commissionné dans la Marine soviétique en 1989 et, après la dislocation de l'URSS, il est transféré dans la Marine russe.
Le Karelia est modernisé au chantier naval Zvezdochka au nord de la Russie entre 2004 et 2009. Plus de 100 nouveaux composants sont ajoutés parmi lesquels un système de torpille TVR-671RM et de lancement des missiles RSM-54 Sineva. D'autres améliorations permettent la réduction des bruits émis, une amélioration des capacités de suivi des bâtiments de surface et des conditions de survie améliorées. Au cours de sa carrière, le sous-marin a tiré plus de 14 missiles et parcouru plus de 140 000 milles marins (259 280 km),.
En avril 2000, Vladimir Poutine, alors président-élu de la fédération de Russie (en), passe la nuit à bord du sous-marin à une profondeur de 50 mètres et supervise des exercices de la Flotte du Nord. Les officiers montrent à Poutine la manière dont les missiles sont tirés, et Poutine est fait sous-marinier d'honneur après avoir effectué le rituel des sous-mariniers russe en buvant de l'eau de mer à bord du sous-marin.
En février 2022, le sous-marin a participé aux exercices nucléaires stratégiques Grom-2022, qui se sont déroulés dans le contexte de la crise ukrainienne. Le sous-marin a lancé avec succès un missile balistique Sineva (en) depuis une position dans la mer de Barents.

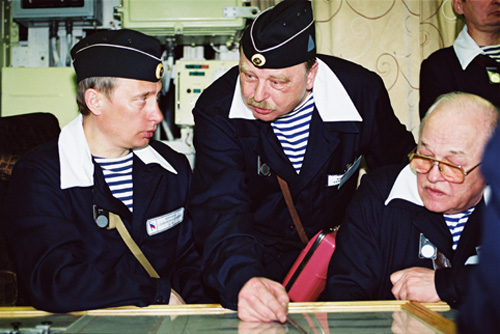
Poutine en compagnie du Ministre de la Défense Igor Sergueïev (droite) et le Commandant de la Flotte du Nord Viatcheslav Popov.
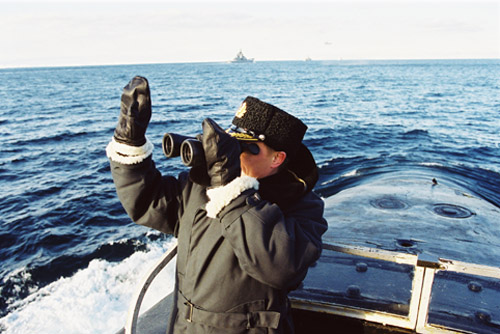
Vladimir Poutine sur le kiosque du K-18 Karelia.